# Henryk Zygalski

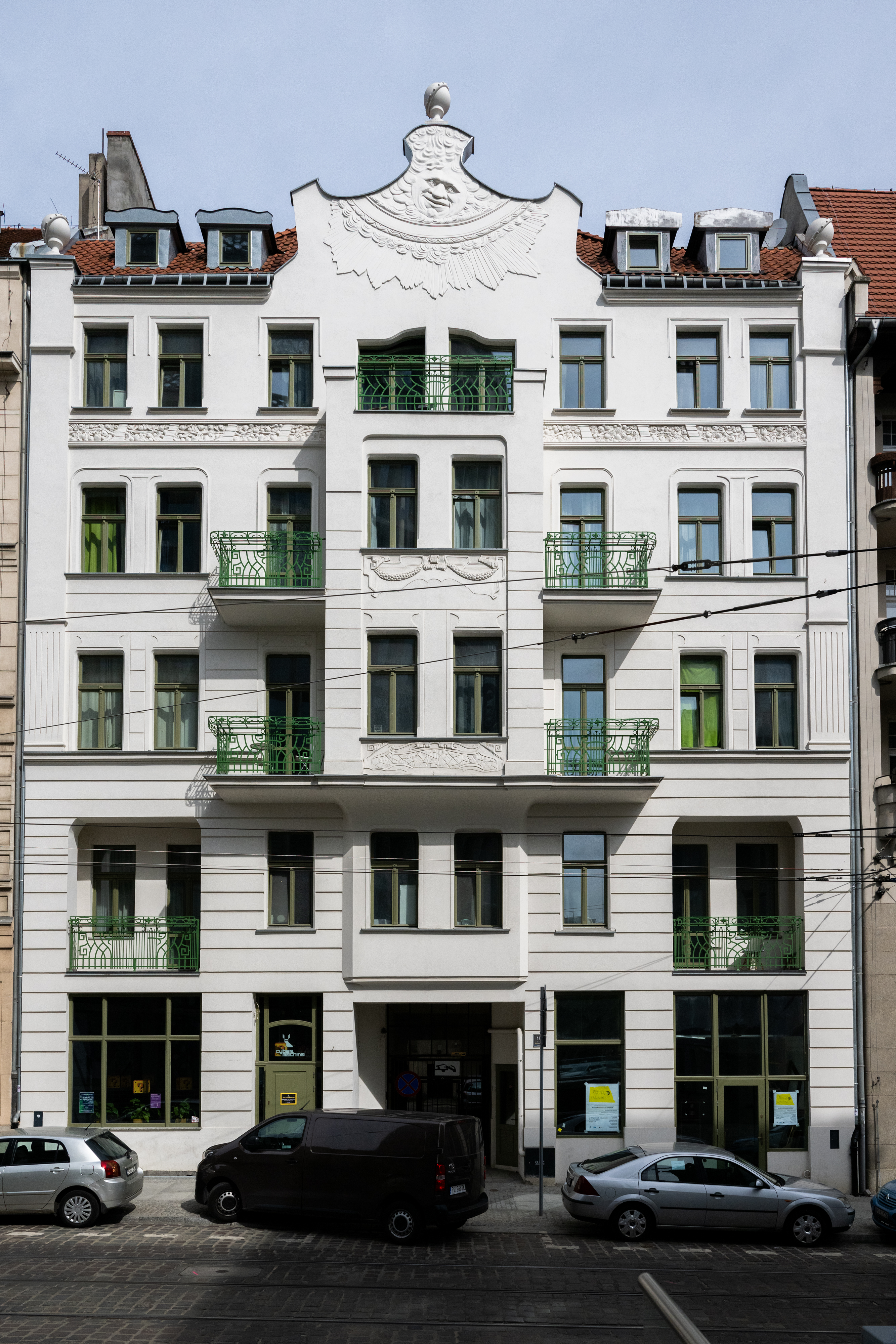
Kamienica przy ul. Mielżyńskiego 19 w Poznaniu, gdzie urodził się Henryk Zygalski. Na parterze znajdował się zakład krawiecki jego ojca.

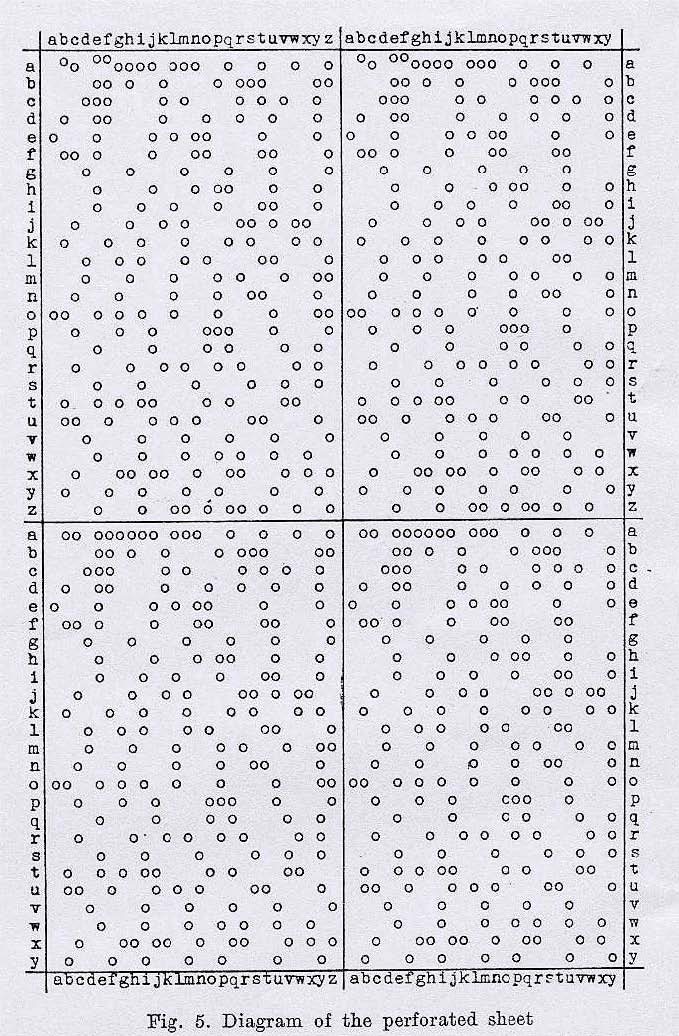
Płachta Zygalskiego

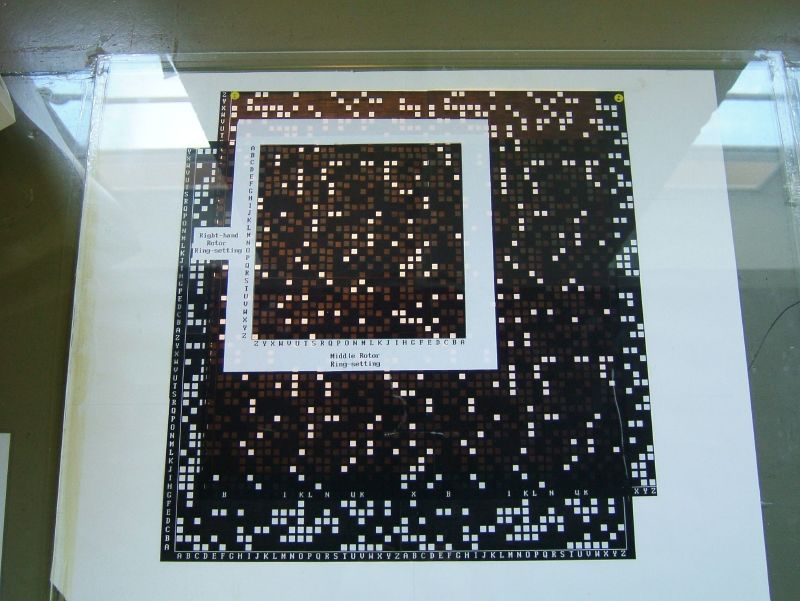
Ekspozycja płacht Zygalskiego w brytyjskim muzeum w Bletchley Park

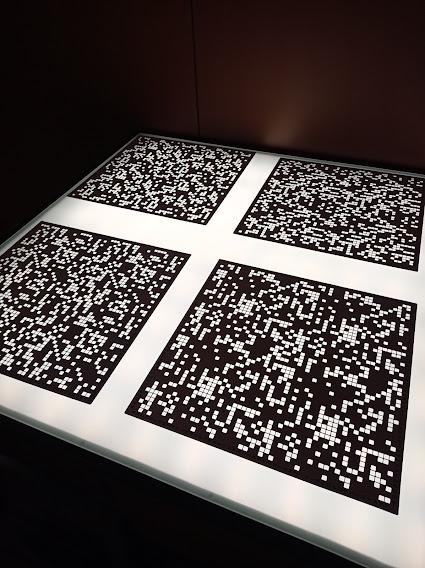
Płachty Zygalskiego na ekspozycji stałej Centrum Szyfrów Enigma w Poznaniu

Henryk Zygalski (ur. 15 lipca 1908 w Poznaniu, zm. 30 sierpnia 1978 w Liss) – polski matematyk i kryptolog, który wraz z Marianem Rejewskim i Jerzym Różyckim w latach 30. XX wieku złamał kod niemieckiej maszyny szyfrującej Enigma. Wynalazca koncepcji płacht Zygalskiego.

## Życiorys

### Edukacja i wczesne prace
Henryk Michał Zygalski urodził się 15 lipca 1908 roku w Poznaniu, znajdującym się pod zaborem pruskim, który nosił wówczas niemiecką nazwę Posen. Jego rodzicami byli Michał Zygalski, krawiec z zawodu i Stanisława z domu Kielisz, mieszkający przy ulicy Mielżyńskiego 19, gdzie całe swoje dzieciństwo spędził Zygalski. Miał jedyną siostrę o imieniu Monika, urodzoną w 1910 roku. W wieku siedmiu lat zaczął uczęszczać do niemieckojęzycznej szkoły, mieszczącej się przy ulicy Mielżyńskiego, gdzie spędził trzy lata.
Przez następne dziewięć lat był wychowankiem Gimnazjum św. Marii Magdaleny w Poznaniu, gdzie również edukacja odbywała się w języku niemieckim. W 1926 roku otrzymał świadectwo ukończenia szkoły, zdając w maju tego samego roku dwa egzaminy: pisemny i ustny. Otrzymał z większości przedmiotów oceny dobre, a z matematyki z kolei – ocenę bardzo dobrą.
We wrześniu 1926 roku Zygalski rozpoczyna studia na Wydziale Matematyczno-Przyrodniczym Uniwersytetu Poznańskiego. Jego wykładowcami m.in. byli prof. K. Abramowicz (teoria równań), A. Denizot, T. Pęczalski (fizyka), F. Włodarski (geometria), a głównym jego mentorem był prof. Zdzisław Krygowski (matematyka). Zygalski był wyróżniającym się studentem w dziedzinie matematyki, fizyki i logiki. W roku 1932 obronił pracę magisterską pod tytułem „Twierdzenia o odgraniczaniu pierwiastków równań liczbowych wraz z zastosowaniami”, uzyskując ocenę bardzo dobrą. Przewodniczącym komisji egzaminacyjnej był prof. Zdzisław Krygowski.
Jesienią 1928 roku Henryk Zygalski, jako student III roku, został wybrany przez prof. Z. Krygowskiego jako jeden z dwudziestu trzech studentów do udziału w specjalnym tajnym kursie kryptologicznym zorganizowanym na Uniwersytecie Poznańskim przez Biuro Szyfrów Oddziału II Sztabu Głównego. Celem kursu była organizacja systematycznej pracy nad łamaniem niemieckiego szyfru maszynowego, dotychczas nieznanego kryptologom. W czasie kursu uczestników zapoznano z podstawowymi pojęciami z dziedziny szyfrów oraz metodami ich rozwiązywania. Wykładowcami tajnego kursu byli major Maksymilian Ciężki, podporucznik rezerwy i inżynier Antoni Palluth oraz podpułkownik dyplomowany Franciszek Pokorny. Maksymilian Ciężki zmienił podejście do kryptologii, zamiast dotychczas zatrudnianych do łamania szyfrów lingwistów, stwierdził, że do łamania szyfru maszynowego muszą być zaangażowani matematycy. Po ukończeniu kursu wskazał on trójkę najbardziej zdolnych studentów: Mariana Rejewskiego, Henryka Zygalskiego i Jerzego Różyckiego, którzy zostali zatrudnieni w Biurze Szyfrów.

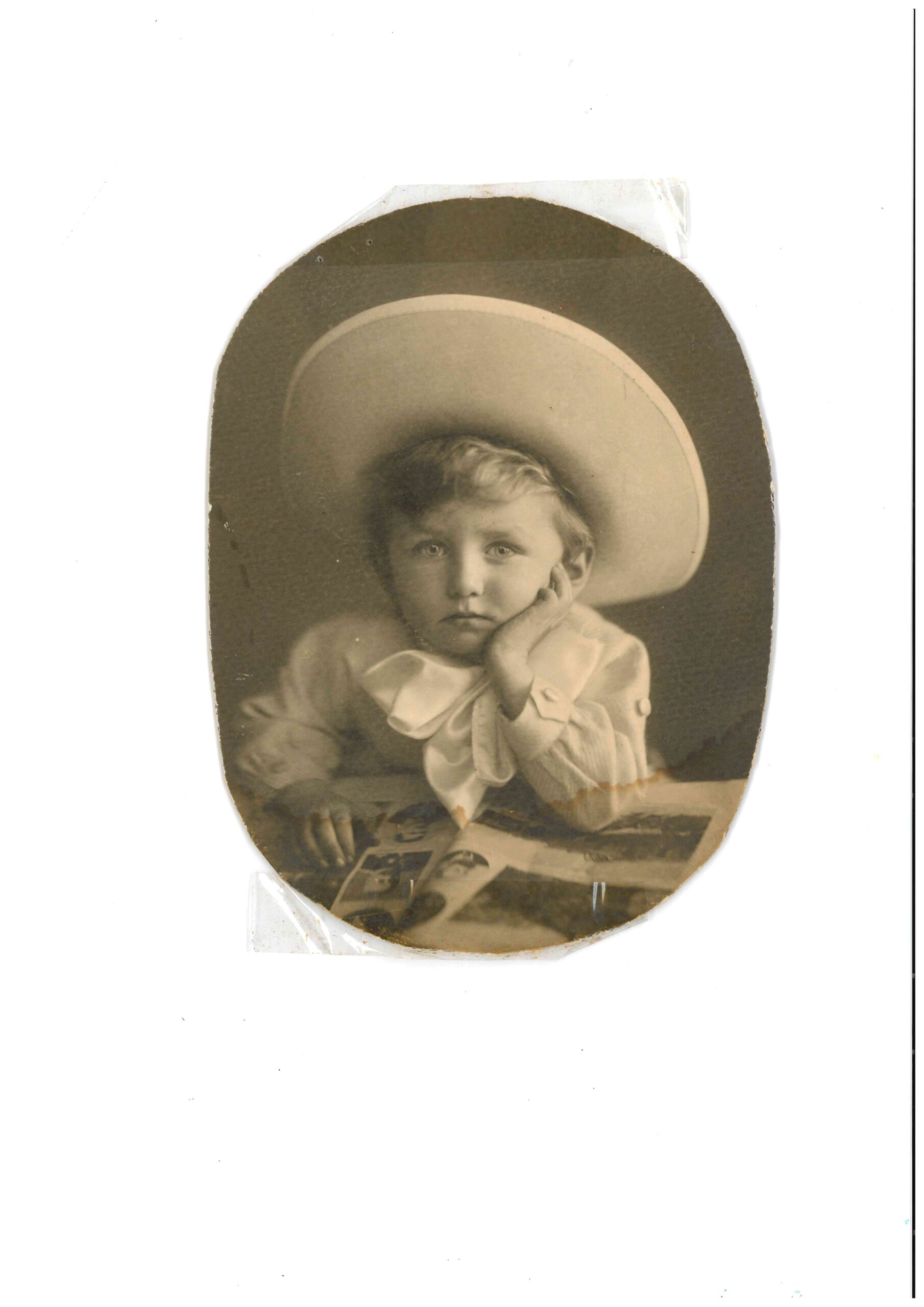
Henryk Zygalski w wieku trzech lat, 1911 r.
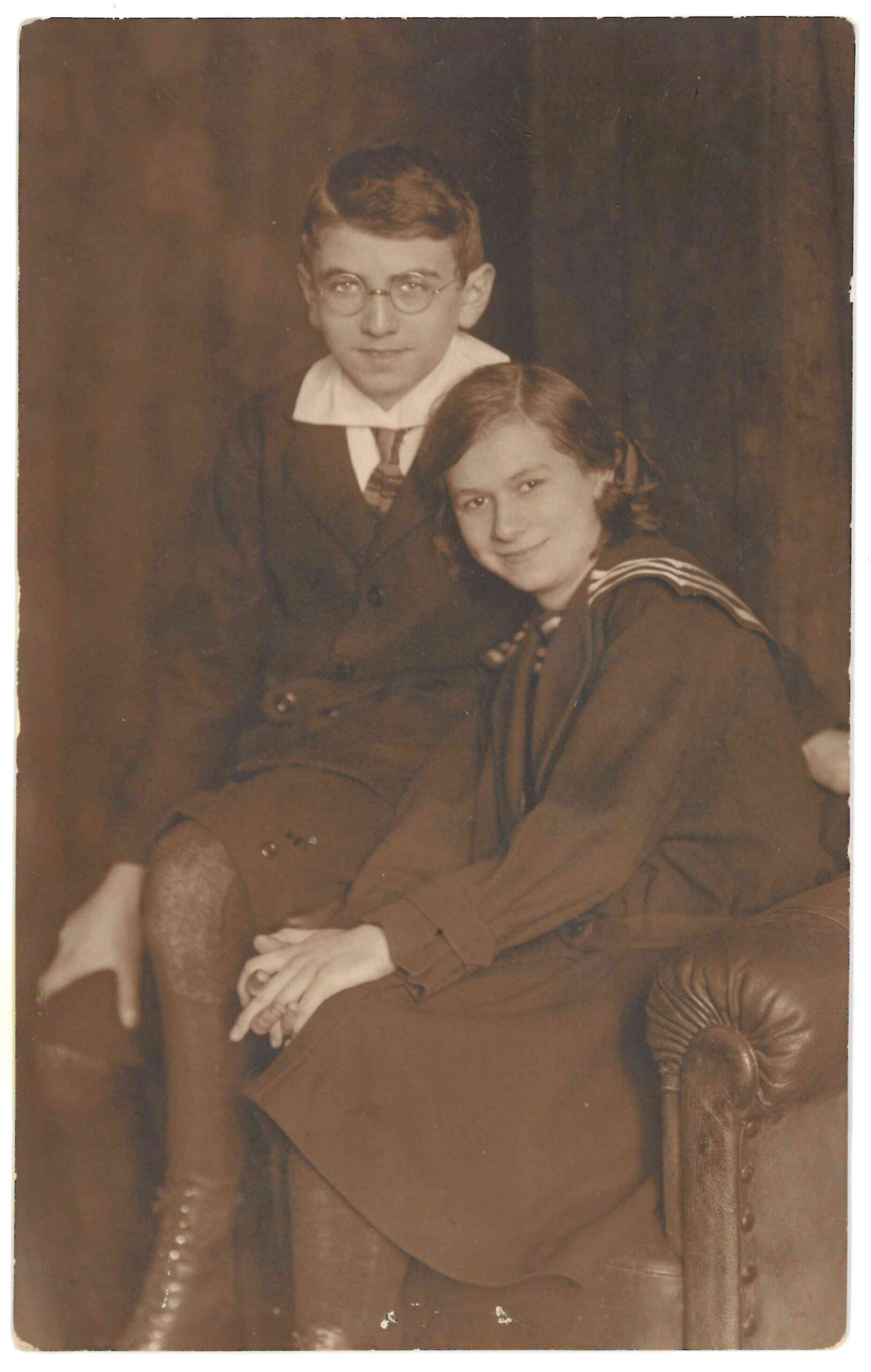
Henryk Zygalski z siostrą w wieku szkolnym, 1922 r. ze zb. Marii i Gerarda Bryschaków.
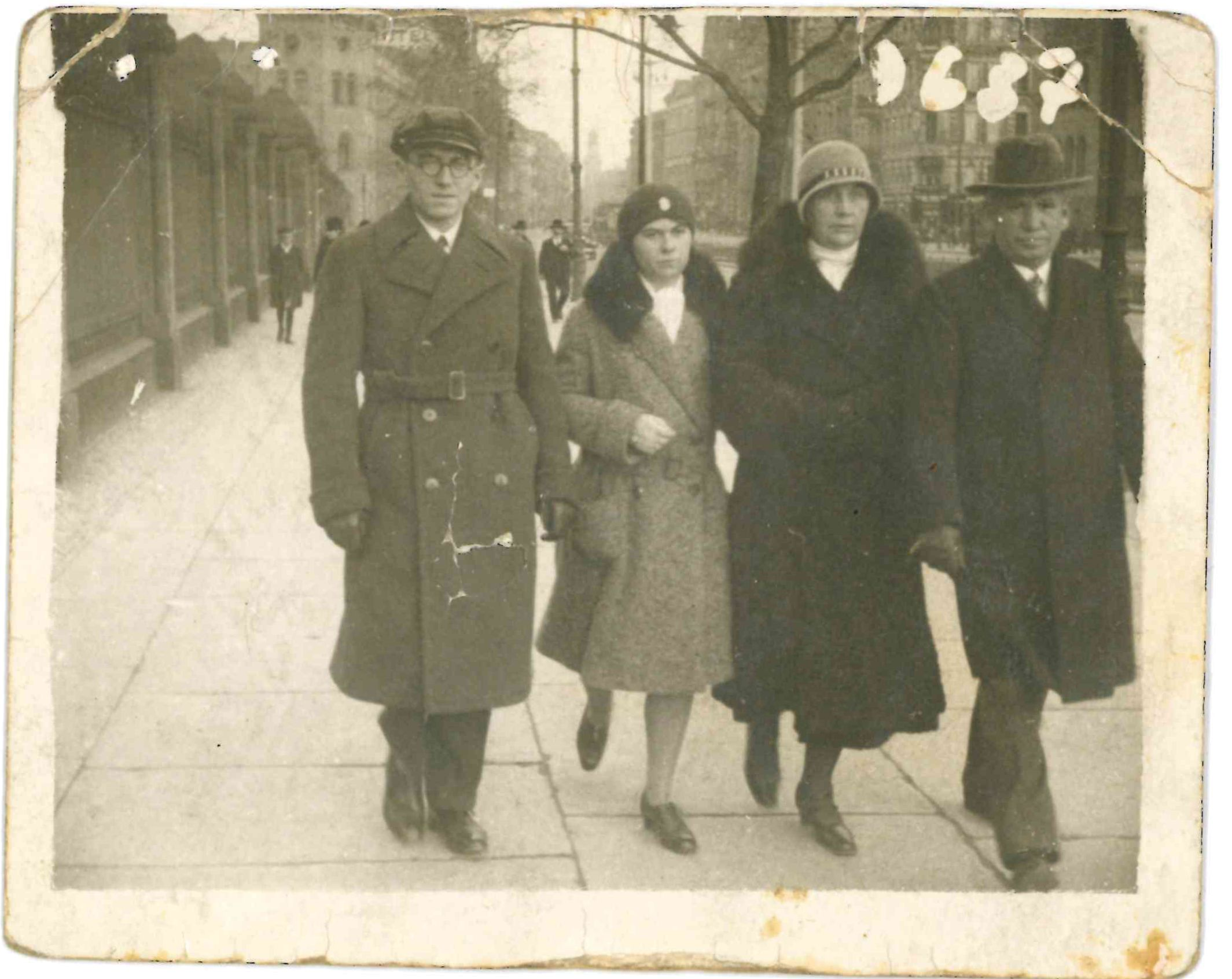
Rodzinny spacer ulicą św. Marcin, w tle widoczny gmach intendentury wojskowej, w którym Zygalski pracował jako kryptolog. Od lewej Henryk Zygalski, jego siostra Monika oraz matka Stanisława z domu Kielisz i ojciec Michał, 1930 r.
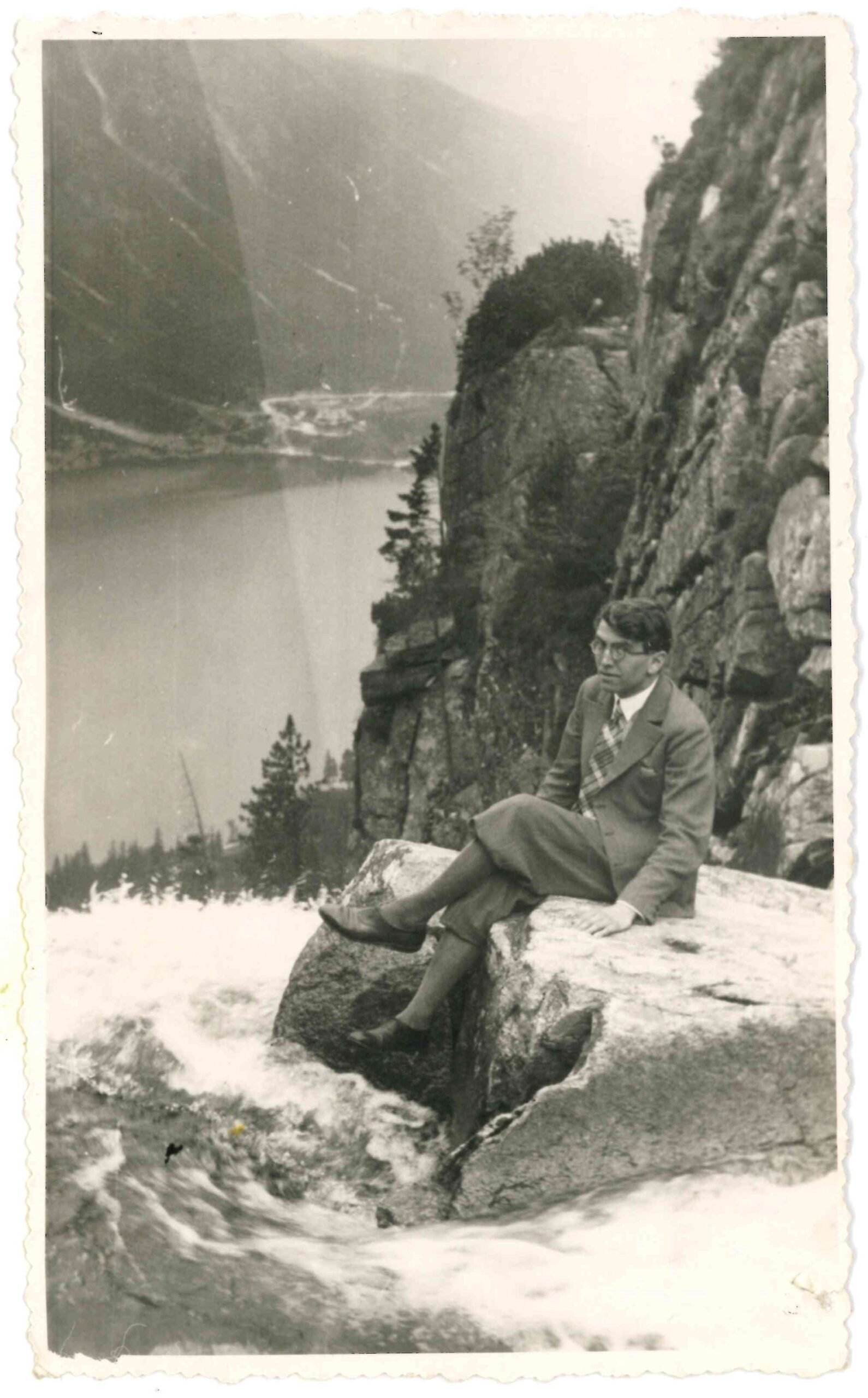
Henryk Zygalski na wycieczce w Tatrach, przełom lat 20. i 30. XX w., ze zb. Marii i Gerarda Bryschaków.

### Maszyna szyfrująca Enigma
W sierpniu 1932 roku Henryk Zygalski wraz z kolegami: Marianem Rejewskim i Jerzym Różyckim zostali przeniesieni do stałej pracy do Biura Szyfrów w Warszawie, mieszczącego się w Pałacu Saskim – głównej siedzibie Sztabu Generalnego Wojska Polskiego. Szefem Biura Szyfrów został mjr Karol Gwido Langer. Dotychczasowa praca prowadzona przez Sztab Generalny w złamaniu szyfru Enigmy nie przyniosła pożądanych rezultatów, więc cała nadzieja spoczywała teraz na pracy trójki matematyków. Po raz pierwszy oficerowie radiowywiadu zdecydowali się na przyjęcie do ściśle tajnej pracy cywilnych matematyków, bez jakiegokolwiek szkolenia wojskowego. Na początku zadaniem kryptologów było łamanie kodów marynarki niemieckiej Kriegsmarine. Równocześnie Marian Rejewski zaczął pracę nad łamaniem szyfru maszyny Enigmy, stosując matematyczną teorię permutacji. W okolicy świąt Bożego Narodzenia w roku 1932 rozpracował zasadę działania Enigmy, informując o tym swoich szefów. Dalsze prace nad Enigmą prowadził już we współpracy z Różyckim i Zygalskim.
Najważniejszym wkładem Henryka Zygalskiego w rozszyfrowanie Enigmy było stworzenie tzw. płacht Zygalskiego, bardzo pracochłonnych w wykonaniu perforowanych papierowych arkuszy pomagających w ustaleniu kolejności wirników kodujących.
Ośrodek dekryptażu w Pałacu Saskim przestał działać jesienią 1937 roku. Decyzja o jego likwidacji i przeniesieniu do Pyr, znajdujących się w lesie Kabackim pod Warszawą była podyktowana utrzymywaniem pracy nad Enigmą w ścisłej tajemnicy. Ośrodek składał się z dwóch budynków: mieszkalnego i radiostacji, w której pracowali kryptolodzy pod kryptonimem „Wicher”.
Kiedy w roku 1939 stało się jasne, że wojna jest nieunikniona polski Sztab Generalny Wojska Polskiego w porozumieniu z rządem postanowiły podzielić się informacją dotyczącą łamania szyfru Enigmy z wywiadami krajów sprzymierzonych: brytyjskim i francuskim. Generał Wacław Stachiewicz, szef SG WP, podjął decyzję o przekazaniu tajemnicy Enigmy aliantom. W związku z tym 26 lipca 1939 roku w tajnym ośrodku dekryptażu w Pyrach, odbyła się konferencja kryptologów. Stronę francuską reprezentował generał Gustave Betrand i kapitan Henri Braquenié. Wielką Brytanię reprezentowali: komandor Alastair Denniston, główny kryptolog Alfred Knox i szef wywiadu, pułkownik Stewart Menzies. Ze strony polskiej w rozmowach uczestniczyli: szef Wydziału Wywiadowczego Sztabu Głównego WP – pułkownik Stefan Mayer, podpułkownik Gwido Langer, major Maksymilian Ciężki oraz Marian Rejewski, Jerzy Różycki i Henryk Zygalski. Ponieważ Zygalski znał język angielski, wybrano go aby przedstawił osiągnięcia Polaków najlepszemu brytyjskiemu kryptologowi Dillwynowi Knoxowi. Zygalski opisał mu szczegóły maszyny Enigmy i wszystkie polskie metody dekryptażu opracowane do tej pory. Następnie wyjaśnił rolę, jaką odgrywają specjalne urządzenia, takie jak cyklometr, bomba i jego własne – płachty. W grudniu 1939 roku Brytyjczycy wykonali dwa komplety płach Zygalskiego, jeden komplet został wysłany do tajnego ośrodka dekryptażu PC Bruno, znajdującego się w miejscowości Gretz-Armainvillers pod Paryżem.

## II wojna światowa

### Ewakuacja z Polski
1 września 1939 roku wybuchła wojna. Już po kilku dniach niemiecka armia była pod Warszawą. Zamiast pracować trójka kryptologów musiała ewakuować się z Polski. 5 września zaczęły się przygotowania do ewakuacji i niszczenie wszystkich dokumentów i sprzętów używanych do odczytywania wiadomości przesyłanych przez Niemcy za pomocą maszyny Enigmy. 

5 września 1939. Palenie papierów, przygotowanie do ewakuacji. Wyjazd na Dworzec Wileński nocą.

6 września Zygalski razem z innymi członkami Biura Szyfrów opuścił Warszawę pociągiem wojskowym jadącym w kierunku Mińska Mazowieckiego. Pociąg poruszał się bardzo wolno, gdyż szyny były często uszkadzane przez bomby Luftwaffe i konieczna była ich naprawa.  

8 września. Zderzenie pociągów w nocy. Wagony się wykoleiły. Opaleń. Naloty i bombardowania przed Siedlcami. Grupa Gralińskiego zostaje z tyłu. Kapitan Zawadzki ranny. Mijamy płonące Siedlce w nocy.

Przez Terespol, Brześć, Kowel, Łuck, Włodzimierz, Dubno, Krzemieniec, Kołomyję, Utopory i Kuty dotarli oni do rumuńskiej granicy. 

17 września. Niedziela. Śniadanie, obiad, gra w karty. Wiadomości o bolszewikach. Kontynuujemy podróż. Przyjazd do Kut. Przekroczenie granicy w nocy z 17 na 18 września.

Po przejściu granicy 17 września 1939 roku Zygalski, Rejewski i Różycki znaleźli się w Bukareszcie. Francuska ambasada w Bukareszcie, gdzie przedstawili się jako przyjaciele Bolka (kryptonim Gustave’a Bertranda) wydała kryptologom wizy, po czym 23 września wyruszyli oni pociągiem do Paryża. Jadąc przez Triest, Mediolan i Modenę 28 września dotarli do stolicy Francji.

### Praca we Francji i Wielkiej Brytanii

#### Ośrodek kryptologiczny Bruno

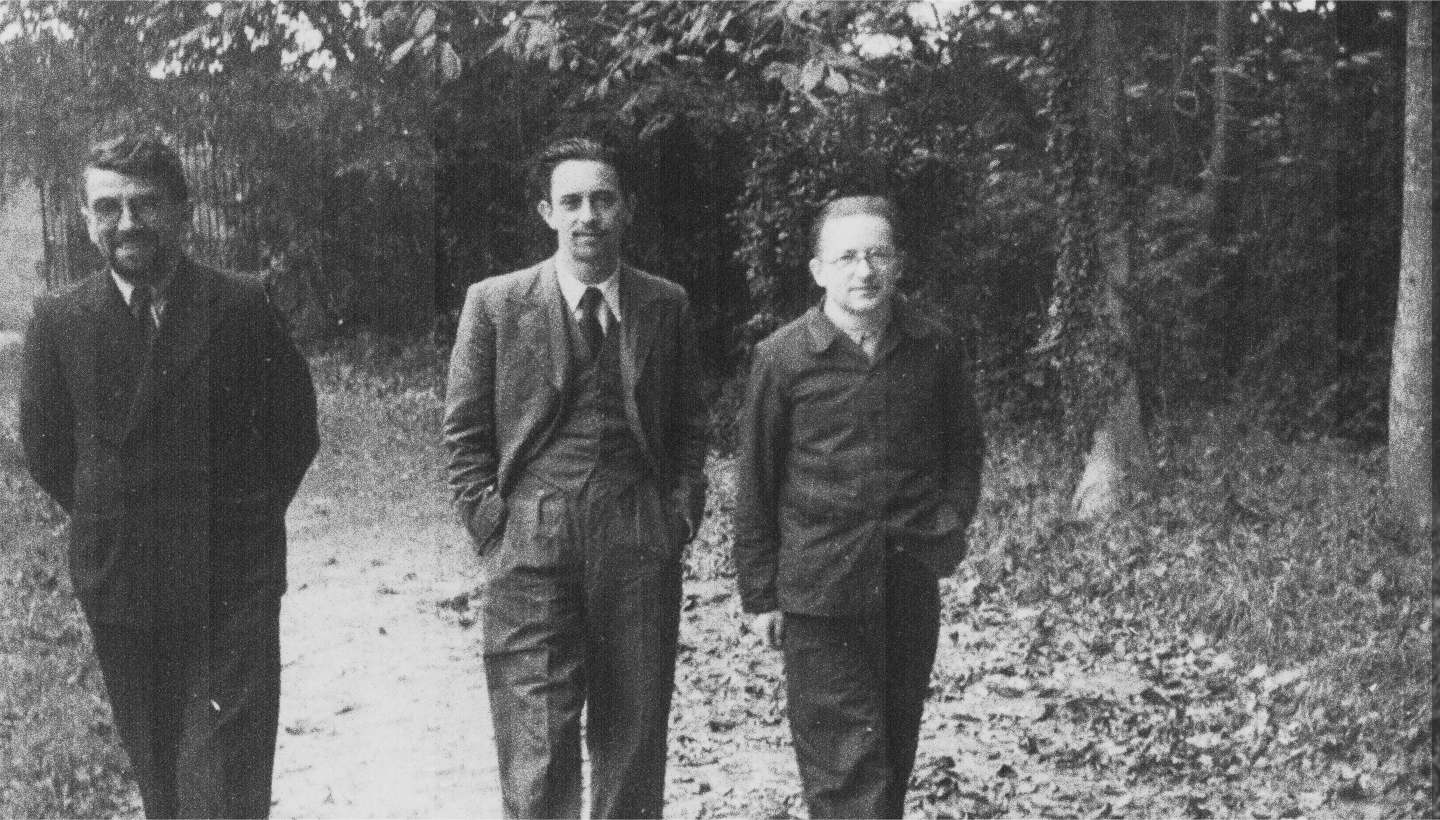
Henryk Zygalski, Jerzy Różycki i Marian Rejewski w ośrodku Bruno pod Paryżem, 1940 rok.

20 października, po krótkim odpoczynku, trzej kryptolodzy zostali skierowani do małej wioski Gretz-Armainvillers pod Paryżem, gdzie w Pałacu Vignolles mieścił się tajny ośrodek PC Bruno. Zostali oni włączeni do sekcji radiowywiadu armii francuskiej, dowodzonej przez majora Gustave'a Bertranda. Pozostawali pod polskim dowództwem, ale pracowali w tym czasie dla armii francuskiej. Łącznie w ośrodku pracowało ok. 70 osób: w tym 15 Polaków, 50 Francuzów i 7 antyfaszystowskich Hiszpanów. 
Marian Rejewski w swojej książce "Wspomnienia z mej pracy w Biurze Szyfrów Oddziału II Sztabu Głównego w latach 1930-1945" tak opisuje ośrodek Bruno: "Pałac Vignolles był dużym, trzypiętrowym budynkiem z licznymi pokojami i bardzo dużym parkiem wokół, w którym znajdowało się kilka innych budynków. Przy głównym wejściu stał mały budynek, w którym stacjonował oddział żołnierzy, ich obowiązkiem było pilnowanie całego terenu. W innej części parku znajdował się inny mały budynek, w którym gen. Bertrand umieścił hiszpańską grupę kryptologów, którzy uciekli przed reżimem gen. Franco. W samym parku znajdował się duży basen, rosły drzewa ozdobne i owocowe, był ogród różany, kilka sztucznych jaskiń, miejsce na grilla z drewnianymi krzesłami. Na poddaszu pałacu poprzedni właściciel urządził sobie studio z barem, stołem barowym, i malowidłami ściennymi w postaci krajobrazów. To studio było naszym miejscem pracy, i to nie tylko w ciągu dnia, ale nawet w nocy". Rejewski podkreśla również, że gen. Bertrandowi zależało na tym, żeby stworzyć dla kryptologów ne tylko dobre warunki do pracy, ale również i do odpoczynku. Polakom pozwolono uczęszczać do małego lokalnego kościoła w Gretz w każdą niedzielę. Na Wigilię Bożego Narodzenia w 1939 roku Francuzi zorganizowali dla pracowników ośrodka świąteczną kolację. 
W czasie pracy w ośrodku Bruno odczytano łącznie 1151 depesz niemieckich. Po wkroczeniu Niemców do Francji, ośrodek Bruno został 24 czerwca 1940 ewakuowany do Algierii w Afryce Północnej. Po kilku miesiącach ośrodek znów został przeniesiony do Francji na tereny nieokupowane przez Niemcy, ale kontrolowane przez rząd Vichy.

#### Ewakuacja do Algerii

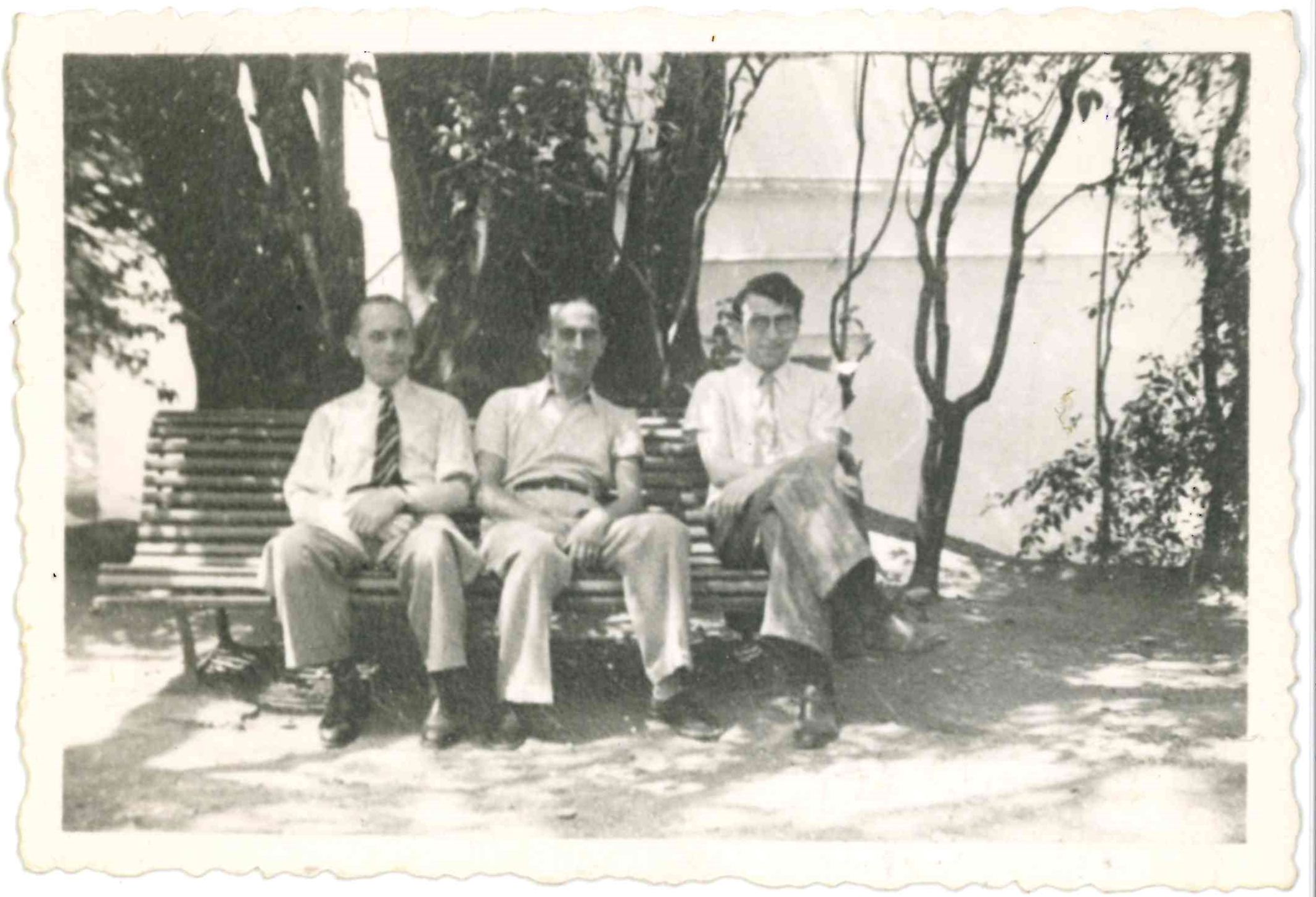
Henryk Zygalski po przebytej chorobie w szpitalu w Algierze z Antonim Palluthem i prawdopodobnie Maksymilianem Ciężkim, 1940 r. Komentarz Henryka Zygalskiego na odwrocie zdjęcia: Algier 1940. Wstałem po raz pierwszy po ciężkim zapaleniu płuc. Odwiedzili mnie dwaj koledzy.

Pobyt trójki kryptologów w Algerii nie był długi. Oczekując na dalsze rozporządzenia Zygalski, Rejewski i Różycki mieli chwilę na wypoczynek. Francuski wywiad zorganizował kryptologom pobyt w hotelach "Nelson" oraz "Touring". Trójka spędzałą czas na plaży nad morzem albo grając w karty. Nagła zmiana klimatu jednak źle wpłyneła na stan zdrowia Zygalskiego, który na pięć tygodni trafił do wojskowego szpitala z zapaleniem płuc, gdzie był regularnie odwiedzany przez swoich kolegów o czym świadczą m.in. zdjęcia wykonane w tym okresie. 

## Powojenne losy Zygalskiego
Po wojnie pozostał na emigracji w Wielkiej Brytanii, gdzie wykładał statystykę matematyczną na Uniwersytecie Surrey. W roku 1977 otrzymał doktorat honoris causa Uniwersytetu Polskiego na Obczyźnie. Związał się z Bertą Blofield, wdową po brytyjskim oficerze.
Po śmierci został skremowany, a jego prochy rozsypano w Ogrodzie Pamięci przy krematorium w Chichesterze. We wrześniu 2018 r. na cmentarzu w Chichesterze postawiono pomnik z napisem „Syn narodu polskiego, poddany brytyjski. Matematyk, kryptolog, złamał szyfry niemieckiej Enigmy w 1933 r., twórca Płacht Zygalskiego”.

## Order i upamiętnienie
Postanowieniem prezydenta Aleksandra Kwaśniewskiego z 21 lutego 2000 został „w uznaniu wybitnych zasług dla Rzeczypospolitej Polskiej”, wraz z Jerzym Różyckim i Marianem Rejewskim, pośmiertnie odznaczony Krzyżem Wielkim Orderu Odrodzenia Polski.
Poczta Polska wprowadziła w 2009 do obiegu cztery znaczki. Na znaczku o nominale 1,95 zł przedstawiono podobiznę Henryka Zygalskiego w otoczeniu pozostałych dwóch kryptologów.
W Poznaniu pamiątki po Henryku Zygalskim można oglądać w Wielkopolskim Muzeum Wojskowym na Starym Rynku, a przed Zamkiem Cesarskim w 2008 roku postawiono pomnik kryptologów. 25 września 2021 roku w Poznaniu zostało otwarte interaktywne „Centrum Szyfrów Enigma”. Multimedialna ekspozycja centrum poświęcona jest historii maszyny szyfrującej Enigma i trzem polskim kryptologom: Marianowi Rejewskiemu, Henrykowi Zygalskiemu i Jerzemu Różyckiemu.
W 1999 przy ul. Leśnej w Lesie Kabackim w Warszawie, przed wjazdem na teren kompleksu Centrum Operacji Powietrznych – Dowództwa Komponentu Powietrznego, w którym przed II wojną światową mieścił się Referat Niemiecki Biura Szyfrów, odsłonięto kamień z tablicą upamiętniającą pracujących tam Henryka Zygalskiego, Jerzego Różyckiego i Mariana Rejewskiego.
6 września 2019 roku w kościele Świętych Piotra i Pawła w Krakowie odbyła się uroczystość upamiętnienia polskich kryptologów – Mariana Rejewskiego, Jerzego Różyckiego i Henryka Zygalskiego. W podziemiach kościoła, w Krypcie Panteonu Narodowego, złożono w sarkofagu urny z ziemią z miejsc związanych ze śmiercią lub pochówkiem polskich kryptologów, czyli z okolic grobu na warszawskich Powązkach, z dna Morza Śródziemnego i z Chichester.
Okręt rozpoznania radioelektronicznego projektu 107 ORP Henryk Zygalski ma wejść do służby około 2027 roku. 15 listopada 2023 roku rozpoczęto palenie blach pod budowę jednostki.
W 2025 r. imieniem Henryka Zygalskiego nazwano rondo w Łodzi.

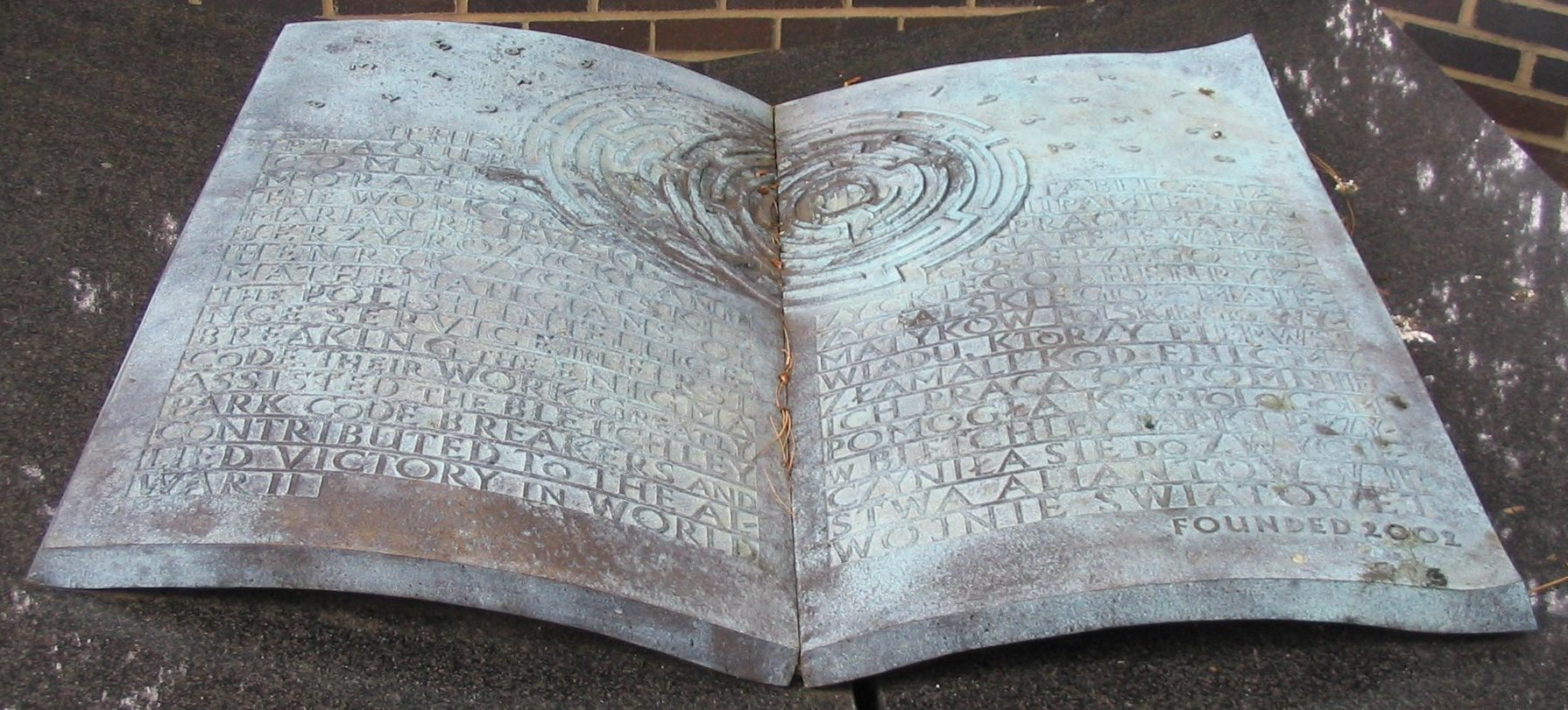
Tablica w Bletchley Park odsłonięta w 2002 roku. Po prawej stronie napis po polsku: Tablica ta upamiętnia pracę Mariana Rejewskiego, Jerzego Różyckiego i Henryka Zygalskiego – matematyków polskiego wywiadu, którzy pierwsi złamali kod Enigmy. Ich praca ogromnie pomogła kryptologom w Bletchley Park i przyczyniła się do zwycięstwa aliantów w II wojnie światowej
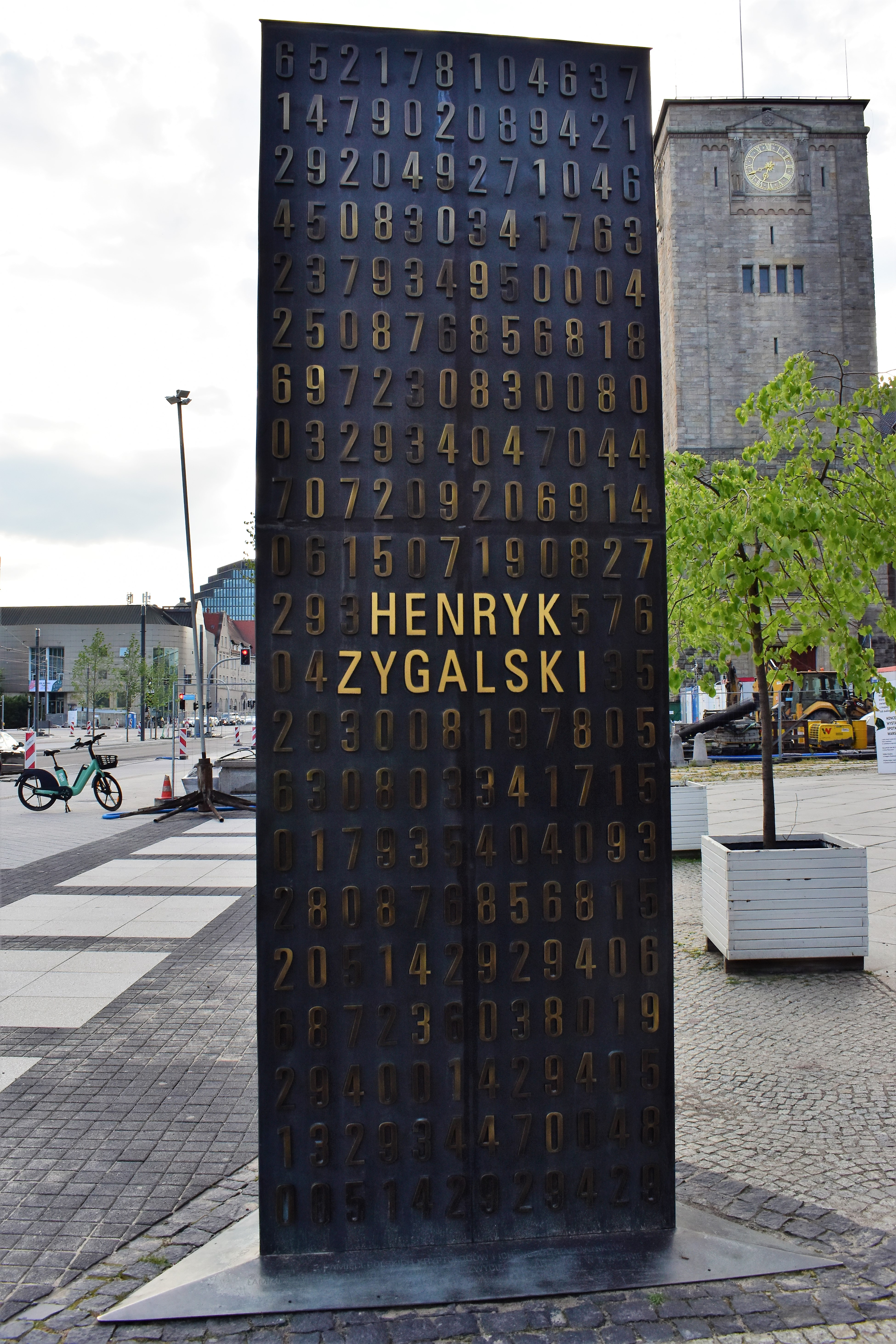
Pomnik trzech kryptologów w Poznaniu, przed Zamkiem Cesarskim
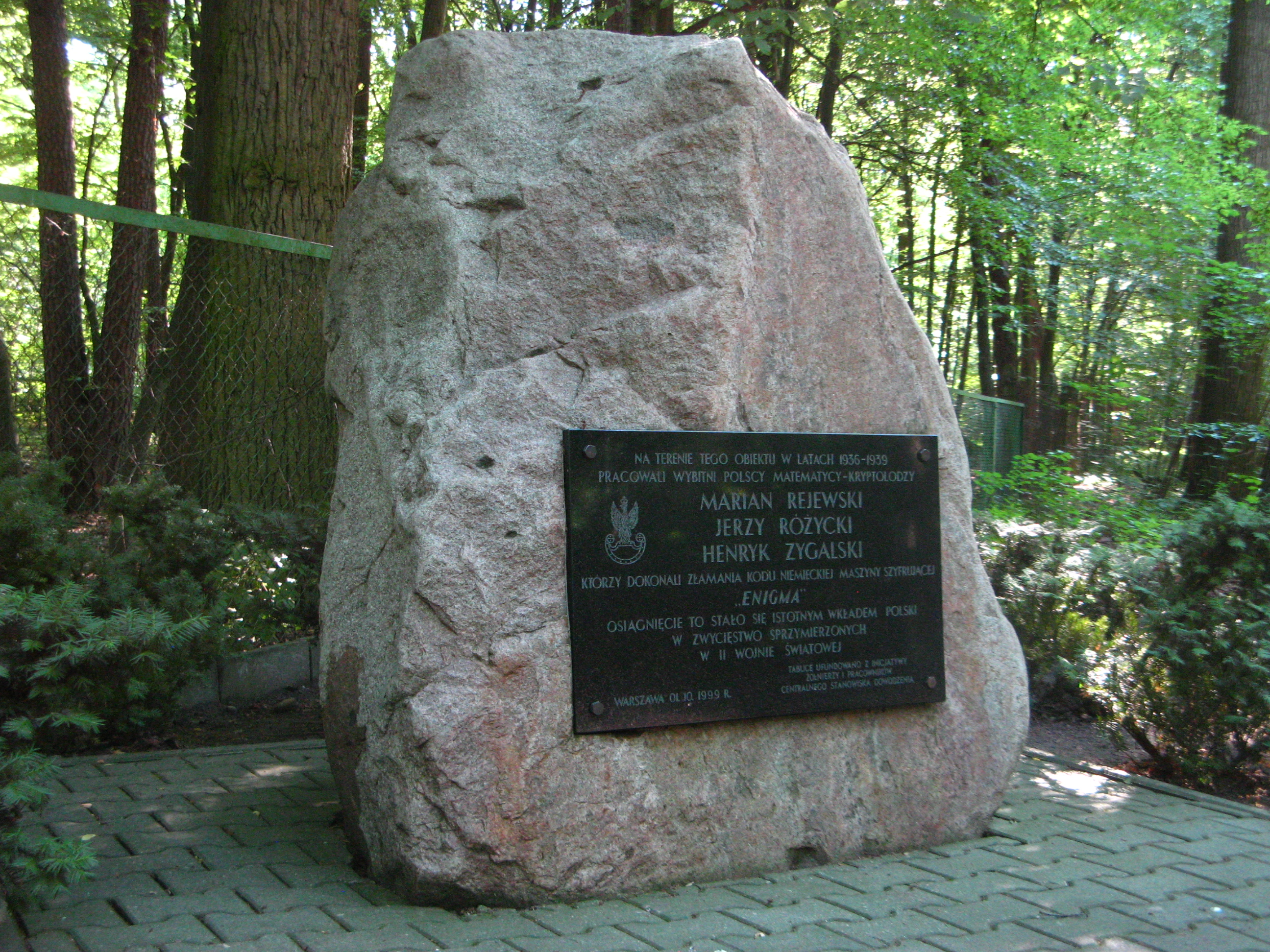
Głaz w Lesie Kabackim upamiętniający trzech matematyków, którzy złamali szyfr Enigmy
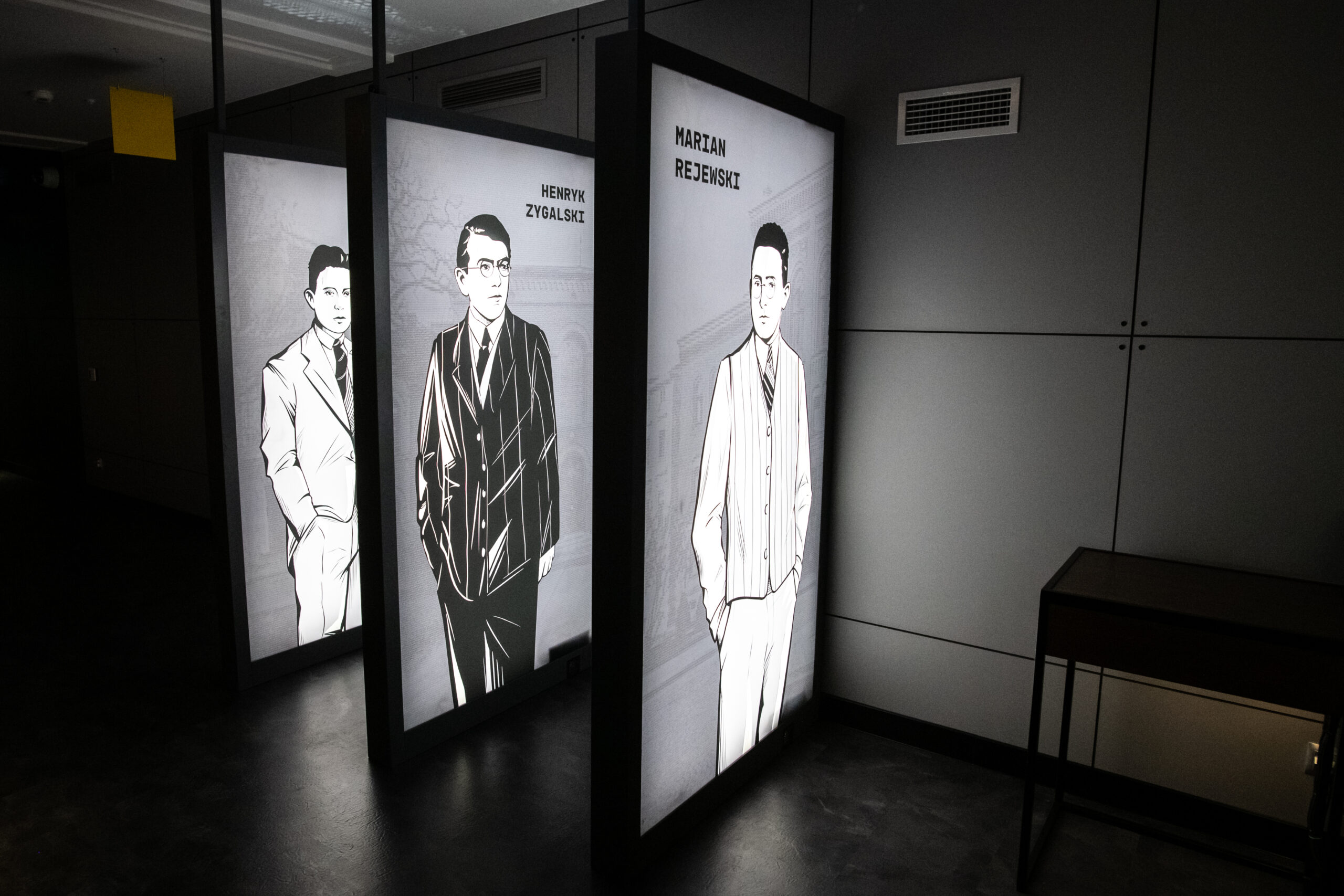
Kryptolodzy M. Rejewski, H. Zygalski i J. Różycki przedstawieni na ekspozycji w Centrum Szyfrów Enigma

## Zygalski w kulturze

### W literaturze
Postać Henryka Zygalskiego pojawia się w kryminałach retro Piotra Bojarskiego „Szmery” (2019) oraz „Ostatnich gryzą psy” (2024).

### W wystawiennictwie
W Centrum Szyfrów Enigma w Poznaniu powstał osobny program, promujący postać Henryka Zygalskiego pod tytułem „Zyga. Geniusz z Poznania”, w ramach którego odbyła się wystawa czasowa pod tytułem „Henryk Zygalski. Nieznane oblicza” oraz 13 lipca 2024 roku widowisko muzyczne "Wszystko co dobre, kończy się szybko" upamiętniające postać Henryka Zygalskiego. Widowisko w wykonaniu muzyka i kompozytora Patryka Piłasiewicza oraz artystów: Aleksandry Barcikowskiej i Patryka Rynkiewicza, zostało zainspirowane listami Henryka Zygalskiego z okresu powojennego, które pisał do Polski będąc na emigracji w Wielkiej Brytanii. 

### W filmie
- Tajemnica Enigmy - polski serial historyczny (1979-1980) w reżyserii Romana Wionczka, opowiadający historię trzech wybitnych polskich matematyków. Henryka Zygalskiego zagrał Piotr Garlicki[24].
- Sekret Enigmy – polski film historyczny z 1979 roku na podstawie książki Stanisława Strumph-Wojtkiewicza, opowiadający o polskich kryptologach, którzy złamali szyfr Enigmy[25].